# Dương Xá
Dương Xá là một xã thuộc huyện Gia Lâm, thành phố Hà Nội, Việt Nam.

## Địa lý
Xã Dương Xá nằm ở phía đông nam huyện Gia Lâm, cách trung tâm thành phố Hà Nội 16 km về phía đông nam, có vị trí địa lý:
- Phía đông giáp xã Dương Quang
- Phía tây giáp xã Đa Tốn và xã Kiêu Kỵ
- Phía nam giáp tỉnh Hưng Yên
- Phía bắc giáp thị trấn Trâu Quỳ và xã Phú Thị.

Xã Dương Xá có diện tích 4,94 km², dân số năm 2022 là 15.058 người, mật độ dân số đạt 3.048 người/km².
Đặc điểm: Xã Dương Xá nằm trong vùng đồng bằng Bắc bộ, có nét đặc trưng vùng "tam giác" sông Hồng, sông Đuống (Thiên Đức) nên địa hình bằng phẳng. Đến nay, đất đai đồng ruộng Dương Xá còn đậm dấu tích quá trình bồi đắp phù sa của sông Nghĩa Giang - một nhánh lớn của sông Thiên Đức xưa, nay sông bị triệt dòng, đã và đang biến dạng thành một dải ao, hồ, chạy dọc theo đường Ỷ Lan, từ thôn Lời, xã Đặng Xá, qua xã Phú Thị, xã Dương Quang, xã Dương Xá, đến huyện Văn Lâm, tỉnh Hưng Yên.
Dương Xá là một miền quê trù phú ở ven đô, cửa ngõ của Hà Nội tiếp giáp với Hưng Yên, ở đây cây cối xanh tươi, đường nhựa trải đến tận đầu ngõ mỗi phố, nước máy đã về đến từng hộ... Với những dự án du lịch sinh thái đã và đang hình thành, mang lại cho vùng đất có truyền thông văn hóa lâu đời này nhiều khởi sắc mới.

## Hành chính
Xã Dương Xá được chia thành 6 thôn: Dương Đanh, Dương Đá, Dương Đình, Thuận Quang, Thuận Tiến, Yên Bình và 2 tổ dân phố: Đường 5, Nội Thương.

## Lịch sử
Trước đây, địa bàn xã Dương Xá thuộc tổng Dương Quang, huyện Siêu Loại, phủ Thuận Thành, tỉnh Bắc Ninh. Lúc bấy giờ, Dương Xá được chia thành 3 xã: Dương Xá, Yên Bình, Thuận Quang.
Tháng 12 năm 1945, hợp nhất 3 xã Dương Xá, Yên Bình, Thuận Quang thành xã Ái Quốc.
Năm 1948, đổi tên xã Ái Quốc thành xã Đức Thắng.
Ngày 20 tháng 4 năm 1961, Quốc hội ban hành Nghị quyết về việc sáp nhập xã Đức Thắng vào thành phố Hà Nội quản lý.
Ngày 31 tháng 5 năm 1961, Hội đồng Chính phủ ban hành 78-CP. Theo đó, xã Đức Thắng thuộc huyện Gia Lâm, thành phố Hà Nội quản lý.
Tháng 11 năm 1965, đổi tên xã Đức Thắng được thành xã Dương Xá.

## Kinh tế
Dương Xá là xã phát triển khá. Hiện nay đất sản xuất nông nghiệp hầu như không còn, số rất ít còn lại ở rìa các khu dân cư bị bỏ hoang và trồng rau muống. Về các nghề phụ ở xã cũng khá phát triển: thôn Dương Đanh có nghề làm đậu phụ quen gọi là đậu dương và trồng nghệ bột nghệ đen vàng, thôn Đá có nghề xây dựng, làm bột nghệ; thôn Đình có nghề làm bánh quả, khu dân cư đường 5 (Phú Thụy) phát triển dịch vụ, thương mại, khu Nội thương gần nhiều trường giáo dục cũng phát triển mạnh vế dịch vụ. Thôn Thuận Quang có nghề phi, sấy hành, sản phẩm hành sấy của thôn Thuận Quang đã được đưa vào danh mục OCOP. Cụm công nghiệp với nhiều công ty lớn như: Stanley là tập đoàn sản xuất đèn xe máy, ô tô; Inax chuyên sản xuất đồ sứ vệ sinh, Vinamilk, nhựa Tú Phương,...

## Văn hóa

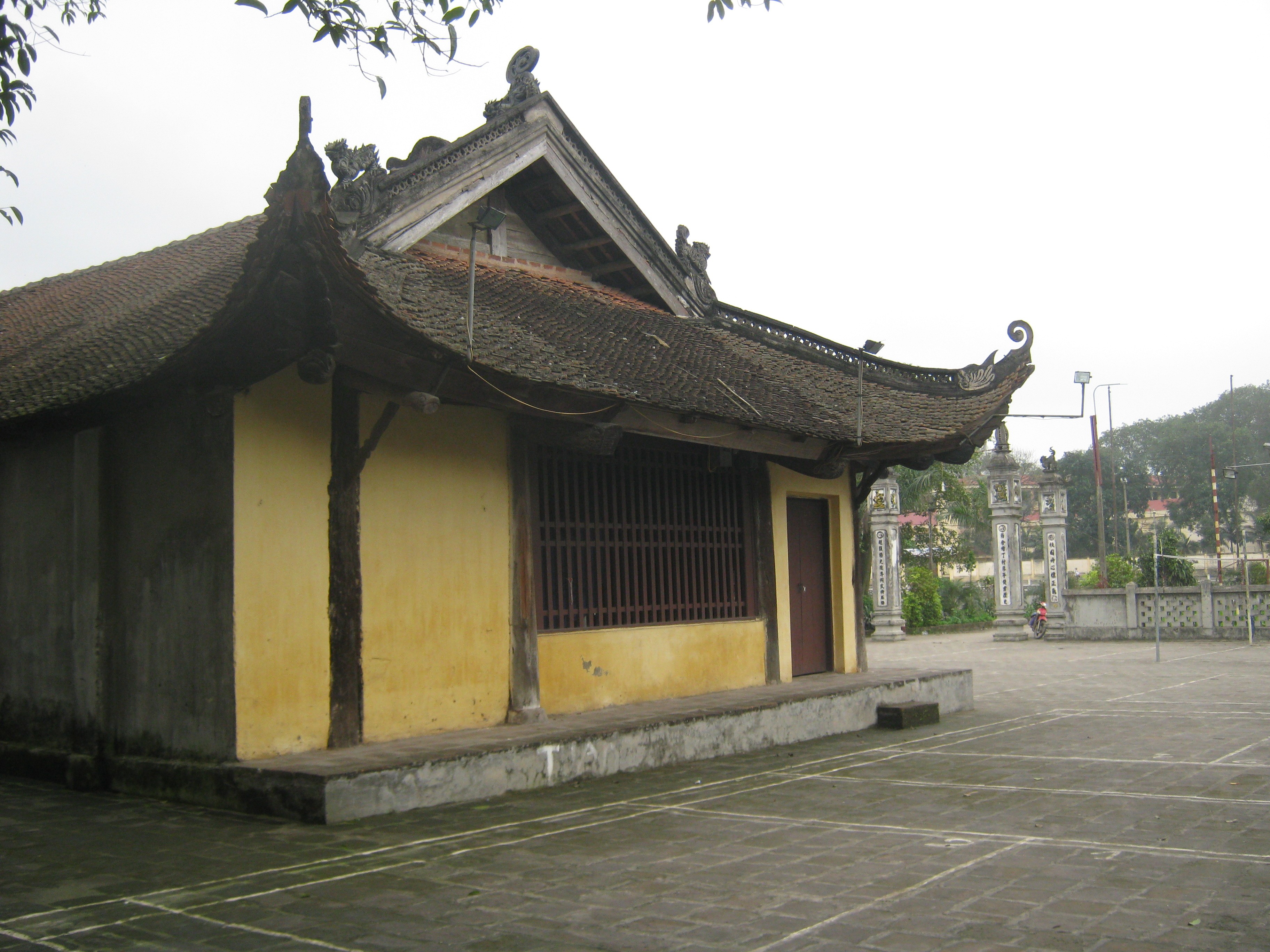
Đình Dương Đanh, Dương Xá là nơi thờ sứ quân Lý Khuê

Các di tích lịch sử nằm trên địa bàn xã Dương Xá:
- Đài điện ly - Tổng cục Bưu điện, nơi đặt nền mong cho ngành bưu chính viễn thông của Việt Nam khởi sắc;
- Đình Dương Đanh thờ tướng Lý Khuê thời 12 sứ quân; Khi tướng Lưu Cơ đánh chiếm căn cứ Siêu Loại ở Đình Tổ ông đã tháo chạy và hy sinh tại đây.
- Đình Yên Bình hay đình Bằng cũng thờ sứ quân Lý Khuê và phu nhân.
- Đền Ỷ Lan (hay đền Bà Tấm) thờ Nguyên phi Ỷ Lan.
- Đền Phú Thị thôn Dương Đanh.
- Di tích đình Thuận Quang thờ tướng quân Phùng Tùng có công dẹp loạn 12 sứ quân ở thời nhà Đinh.[5][6]

## Giao thông
Dương Xá có các tuyến đường bộ:
- Quốc lộ 5A: Hà Nội - Hải Phòng (nút giao quốc lộ 5 với tỉnh lộ 179 tại lý trình km10 + 425 ngã tư Phú Thụy)
- Tỉnh lộ 179: với điểm đầu đi từ dốc Lời (Đặng Xá) qua địa bàn xã tới dốc Văn Giang (đê tả Hồng - tỉnh lộ 378)
- Đường sắt Hà Nội - Hải Phòng với ga Phú Thụy.
- Hệ thống xe buýt: các tuyến 40, 52A, 52B, 69, 202, 204, 205, 208.

Các đường phố trên địa bàn xã:
- Đường Nguyễn Bình
- Đường Kiêu Kỵ
- Đường Ỷ Lan
- Đường Dương Xá.

## Danh nhân
- Nguyên phi Ỷ Lan: 1044 - 1117 (có giả thiết đây là quê hương của bà)
- Nguyễn Huy Phan: 1928 - 1997.